# Мод Вотсон
Мод Вотсон (англ. Maud Watson; 9 жовтня 1864 — 5 червня 1946) — колишня британська тенісистка.
Перемагала на турнірах Великого шолома в одиночному розряді.
Завершила кар'єру 1889 року.

## Фінали турнірів Великого шолома

### Одиночний розряд (2–1)
| Результат | Рік  | Турнір                    | Покриття | Суперниця       | Рахунок       |
| --------- | ---- | ------------------------- | -------- | --------------- | ------------- |
| Перемога  | 1884 | Вімблдонський турнір 1884 | Трава    | Lillian Watson  | 6–8, 6–3, 6–3 |
| Перемога  | 1885 | Вімблдонський турнір 1885 | Трава    | Blanche Bingley | 6–1, 7–5      |
| Поразка   | 1886 | Вімблдонський турнір 1886 | Трава    | Blanche Bingley | 3–6, 3–6      |